# Junge Union
Junge Union Deutschlands (JU) – niemieckie stowarzyszenie polityczne utworzone w 1947, będące organizacją młodzieżową Unii Chrześcijańsko-Demokratycznej (CDU) i bawarskiej Unii Chrześcijańsko-Społeczna (CSU).  Jest największą polityczną organizacją młodzieżową w Niemczech i Europie, liczącą około 90 000 członków. 
Od 2022 przewodniczącym organizacji jest Johannes Winkel, a funkcje sekretarza generalnego pełni Arvid Hüsgen.  
Wszystkie sprawy międzynarodowe są koordynowane przez Komitet Międzynarodowy, któremu przewodniczy Maximilian Mörseburg MdB, Sekretarz Międzynarodowy, oraz jego zastępcy Manuel Knoll MdL i Moritz Übermuth.
Stowarzyszenie zostało powołane podczas zjazdu w dniach 17-21 stycznia 1947 w Königstein im Taunus. W marcu 1950 w Würzburgu JU przyjęło swój pierwszy wspólny program polityczny, który odwoływał się m.in. do chrześcijaństwa jako podstawy odnowy życia intelektualnego i kulturalnego oraz wzywał do zjednoczenia Niemiec.
W swoim współczesnym programie określa się jako organizacja liberalno-konserwatywna. Opowiada się za społeczną gospodarką rynkową. Wspiera integrację europejską i silne partnerstwo ze Stanami Zjednoczonymi w ramach NATO. 

## Przewodniczący

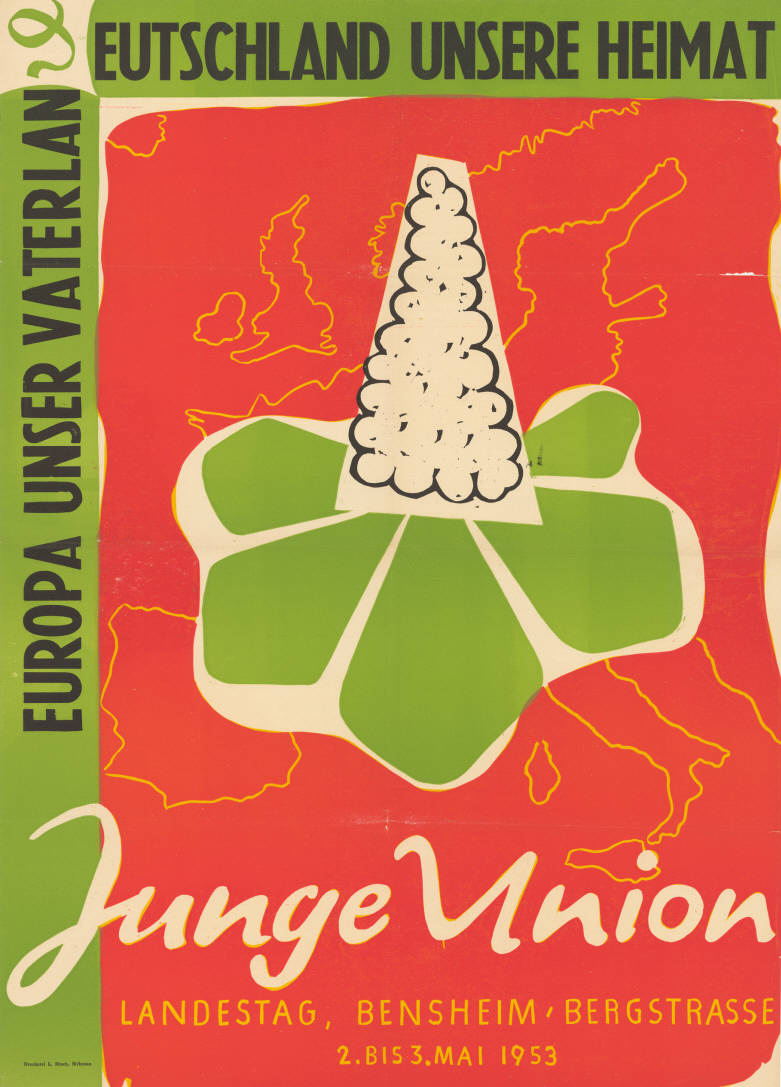
Plakat wyborczy Junge Union (1953)

Przewodniczącymi stowarzyszenia byli:
- Bruno Six(inne języki) (1947–1948)
- Alfred Sagner(inne języki) (1948–1949)
- Josef Dufhues (1949–1950)
- Ernst Majonica (1950–1955)
- Gerhard Stoltenberg (1955–1961)
- Bert Even(inne języki) (1961–1963)
- Egon Klepsch (1963–1969)
- Jürgen Echternach(inne języki) (1969–1973)
- Matthias Wissmann (1973–1983)
- Christoph Böhr(inne języki) (1983–1989)
- Hermann Gröhe (1989–1994)
- Klaus Escher(inne języki) (1994–1998)
- Hildegard Müller (1998–2002)
- Philipp Mißfelder(inne języki) (2002–2014)
- Paul Ziemiak (2014–2018)
- Tilman Kuban(inne języki) (2018–2022)
- Johannes Winkel(inne języki) (od 2022)